# 칠보반지
"칠보반지"는 1968년 공개된 대한민국의 영화이다.

## 배역
- 김진규
- 김지미
- 문희
- 김효진
- 이낙훈
- 한은진
- 김순철
- 장훈
- 안인숙
- 박미영
- 김웅
- 장인한
- 박병기
- 한유정
- 나정옥
- 임예심
- 박광진
- 정철
- 박일
- 박예숙
- 석인수